# Pycnostachys schliebenii
Pycnostachys schliebenii là một loài thực vật có hoa trong họ Hoa môi. Loài này được Mildbr. miêu tả khoa học đầu tiên năm 1932.